# Hoterodes albiceps
Hoterodes albiceps là một loài bướm đêm trong họ Crambidae.